# Cetatea Albă
Cetatea Albă (în ucraineană Білгород-Дністровський, transliterat: Bilhorod-Dnistrovskîi, în rusă Белгород-Днестровский, transliterat: Belgorod-Dnestrovski) este un oraș în raionul omonim din regiunea istorică Bugeac, în Ucraina de astăzi (regiunea Odesa). 
În timpul lui Burebista, cetatea se numea Tyras și ținea de regatul dacic al acestuia. Cetatea s-a aflat sub suveranitatea Moldovei între 1359 și 1484, când Ștefan cel Mare a pierdut cetatea, aceasta fiind cucerită de turci. Orașul devine parte a României între 1918 și 1940 (și iarăși în 1941–1944). Populația românească în oraș era de 2%, conform ultimului recensământ ucrainean din 2001. Teritorial, orașul are o formă aproape pătrată.

## Istorie
Istoria orașului începe în secolul al V-lea î.e.n. când marinarii greci din Milet (Marea Egee) au întemeiat aici colonia numită Tyras, zisă și Ofiussa („Cetatea Șerpilor”, astfel numită, după Herodot, din cauza numeroaselor năpârci din împrejurimi).
În jurul cetății trăiau Nevrii (identificați pe hărțile antice cu numele de NAURII/NIORII/IÑORII) și Thiriții/Thir(γ/g)itii/ Tyragetii, popoare scitice, precum și Bastarnii, popor celto-germanic, care au fost înfrânți de daci în jurul anului 300 î.Hr.
În secolul al II-lea î.Hr., orașul este din nou menționat ca cetate grecească, principala ocupație fiind cea de comerț în zonă, cu Tyrageții, un popor dacic. Orașul face parte din Regatul Pontic.
Romanii cuceresc orașul în anul 57 e.n. și îl folosesc în comerțul cu Sciția.
Invazia hunilor din 375 devastează colonia romană, însă orașul a renăscut pe la 545 sub stăpânirea bizantină – în timpul împăratului Iustinian – cu numele de Turris, și face atunci comerț cu anții (popor slav) și alanii (popor iranian) dimprejur.
În secolul al XIV-lea cetatea, numită acum Mavrokastron („cetatea neagră”), este cucerită de tătari care o denumesc Turla. În 1315 Genovezii stabilesc aici o escală și un contoar comercial, renovând cetatea, pe care o numesc Moncastro sau Moncastro, în grecește Asprokastron („cetatea albă”). Orașul devine parte a principatului Moldovei în 1359.
Cetatea a fost mărită și refăcută în 1407 și în 1440 respectiv sub domnitorii moldoveni Alexandru cel Bun și Ștefan al II-lea.
În 1450 a fost asediată de turci. Domnitorii moldoveni Alexandru Vodă în 1451, și Ștefan cel Mare în 1481 refac și măresc la rândul lor cetatea. Turcii cuceresc cetatea și distrug orașul în 1484. Otomanii denumesc cetatea Ak-Kerman („cetatea albă”) și o stăpânesc până la 1812 când este luată în stăpânire de Imperiul Rus, care reclădește un nou oraș împrejur numit „Akkerman”.
La 26 iulie 1816 a fost sfințită biserica Sf. Gheorghe din orașul nou, cunoscută ulterior și drept „biserica bulgară”.
în 1917 prima Republică a Moldovei și-a proclamat independența în hotarele provinciei Basarabia, incluzând Cetatea Albă.
În 1918, Republica Democratică Moldovenească unindu-se cu România, orașul a trecut în componența Regatului României.
În 1940, orașul a fost ocupat de Uniunea Sovietică, fiind atribuit RSS Ucrainene; între 7 august și 1 decembrie orașul a primit noul nume de „Belgorod-Dniestrovski” și a devenit reședința regiunii Ismail. Românii din oraș au fost deportați în Kazahstan.
În 1941, după intrarea României în Al Doilea Război Mondial, orașul a redevenit românesc. Evreii din oraș au fost deportați în Transnistria.
În 1944 orașul a trecut din nou în componența Uniunii Sovietice. Clericii, și o parte din credincioșii ortodocși din oraș au fost deportați în Siberia.
În 1991, ca urmare a destrămării Uniunii Sovietice, orașul a devenit parte a Ucrainei independente.

## Demografie
Componența lingvistică a orașului Cetatea Albă:
     Rusă (54,52%)
     Ucraineană (42,08%)
     Bulgară (1,66%)
     Alte limbi (1,04%)
Conform recensământului din 2001, majoritatea populației orașului Cetatea Albă era vorbitoare de rusă (54,52%), existând în minoritate și vorbitori de ucraineană (42,08%) și bulgară (1,66%).

## Personalități

### Născuți în Cetatea Albă
- Iustin Batișcev (1882 – 1969), revoluționar bolșevic și om de stat sovietic;
- Baruch Kamin (1914 – 1988), politician israelian, deputat în Knesset;
- Vladimir Novițchi (1917 - 2003), inginer în aviație;
- Alexandru Lungu (1924 - 2008),  medic endocrinolog, grafician, pictor și poet româno-german;
- Alexandr Diordița (1927 – 1979), medic moldovean
- Dumitru Avakian (n. 1942), critic muzical, profesor român de origine armeană;
- Nicolae Văcăroiu (n. 1943), parlamentar român, prim-ministru al României;
- Tatiana Turanskaia (n. 1972), politician transnistrean;
- Vasîl Lomacenko (n. 1988), pugilist ucrainean, campion mondial la 3 categorii diferite de greutate.

## Galerie de imagini

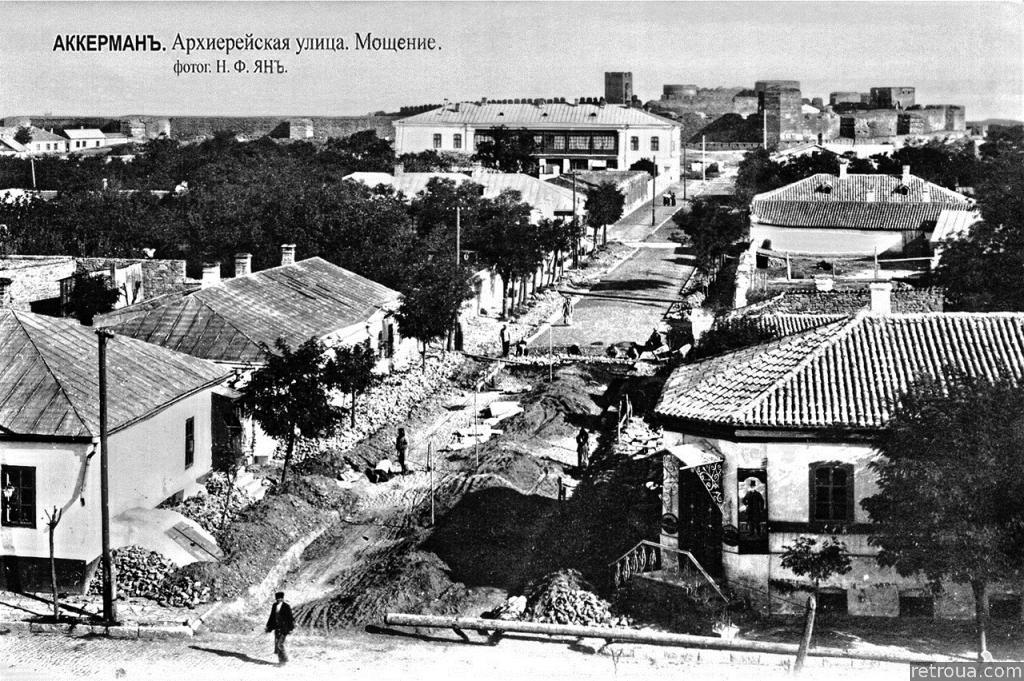
Orașul în 1890, în depărtare cetatea.
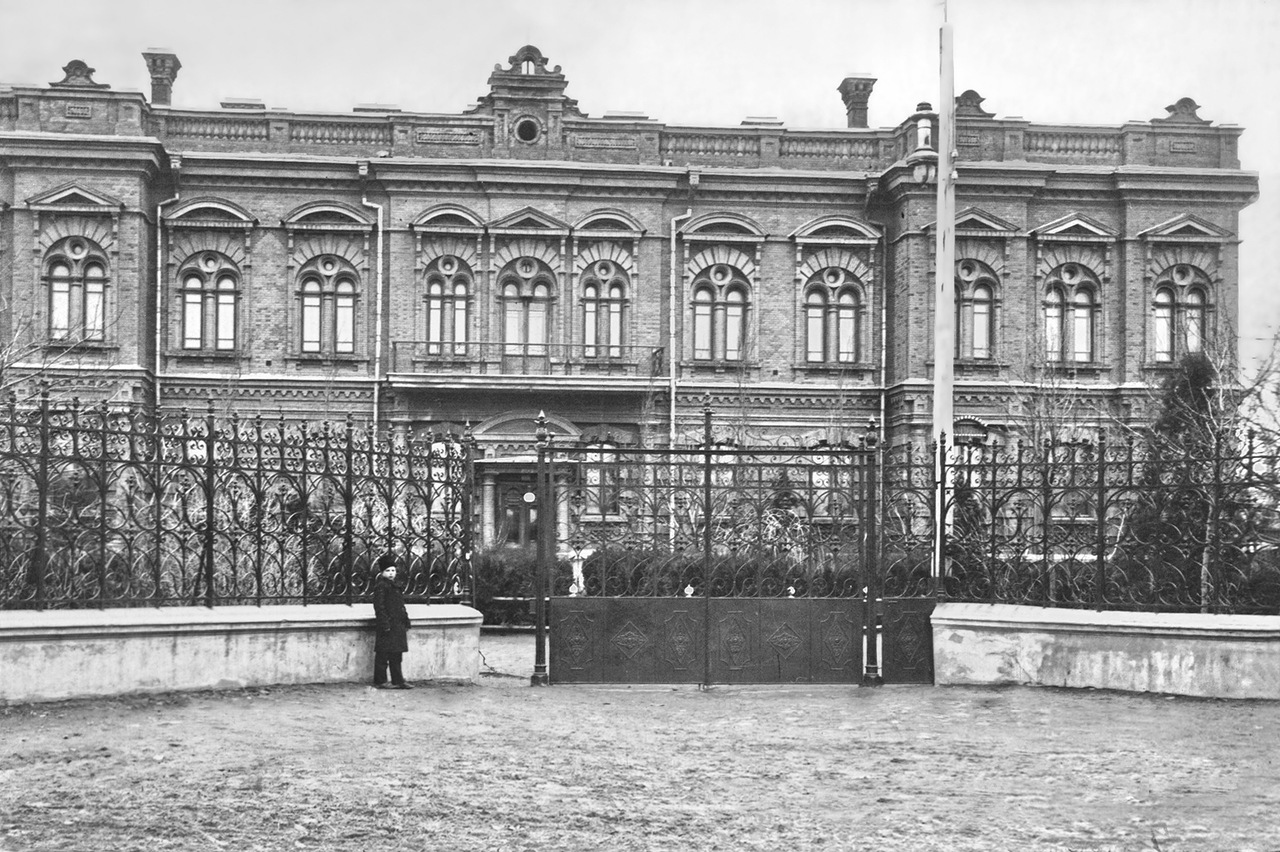
Zemstva ținutului Akkerman la 1895.
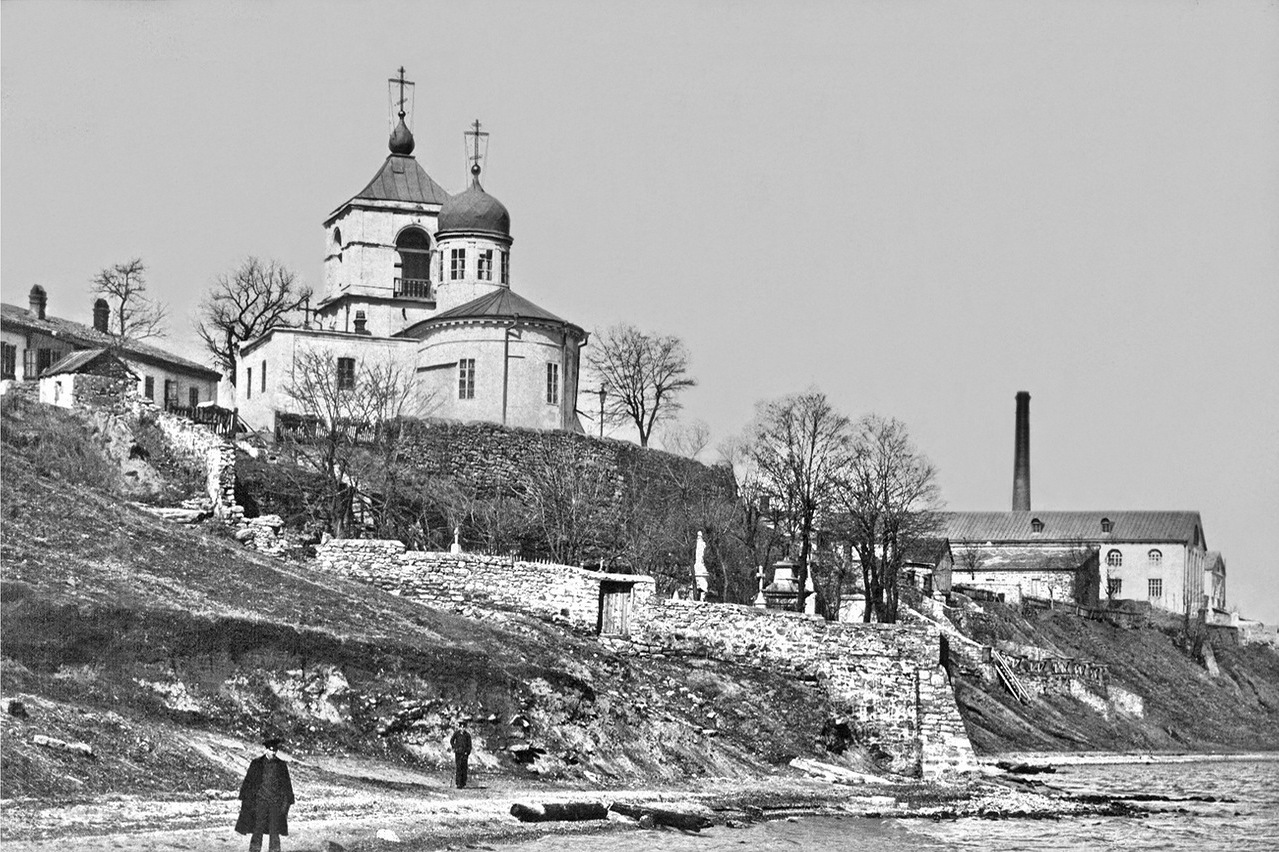
Biserica grecilor „Sf. Ioan”, același an.
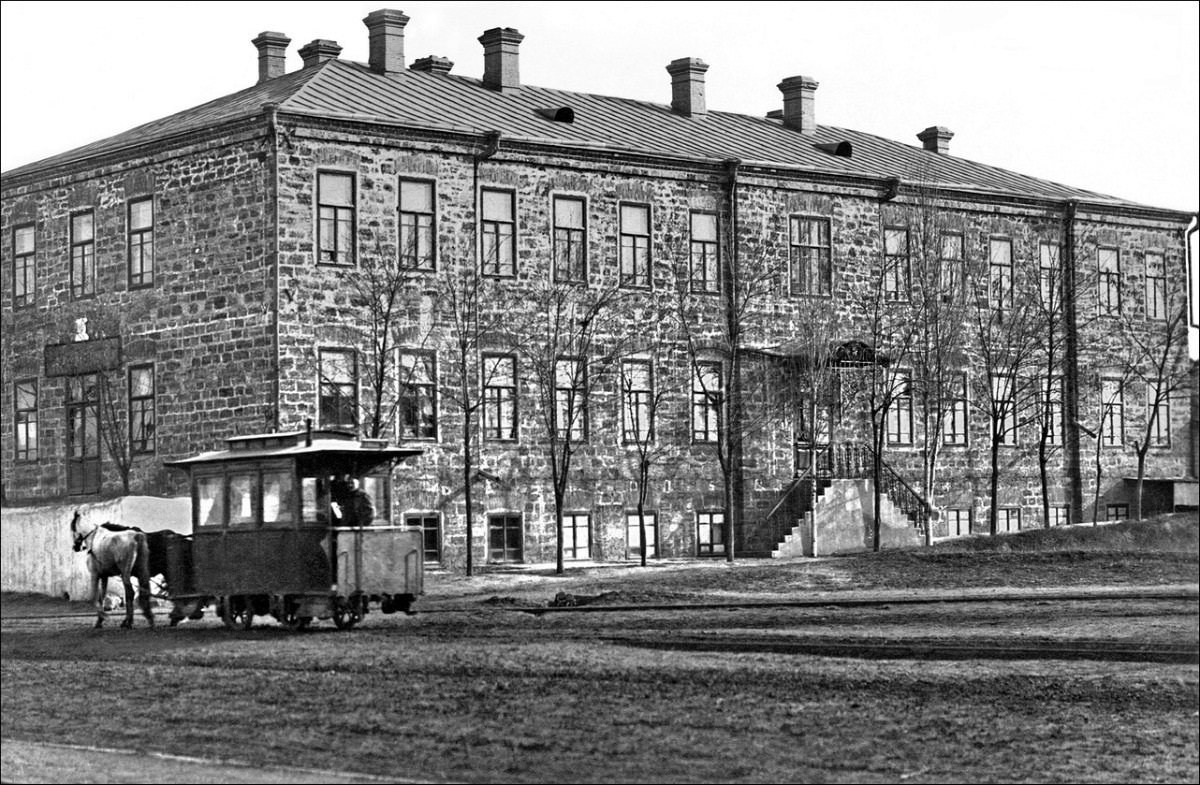
Tramvai tractat de cai în Cetatea Albă, anii 1900.
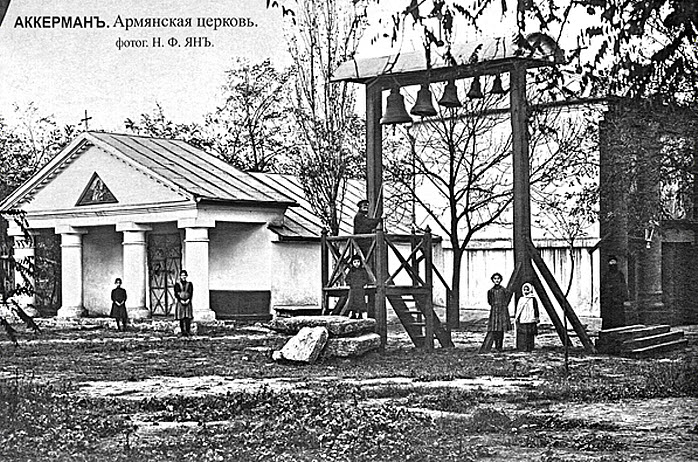
Biserica armenească, cca. 1910.
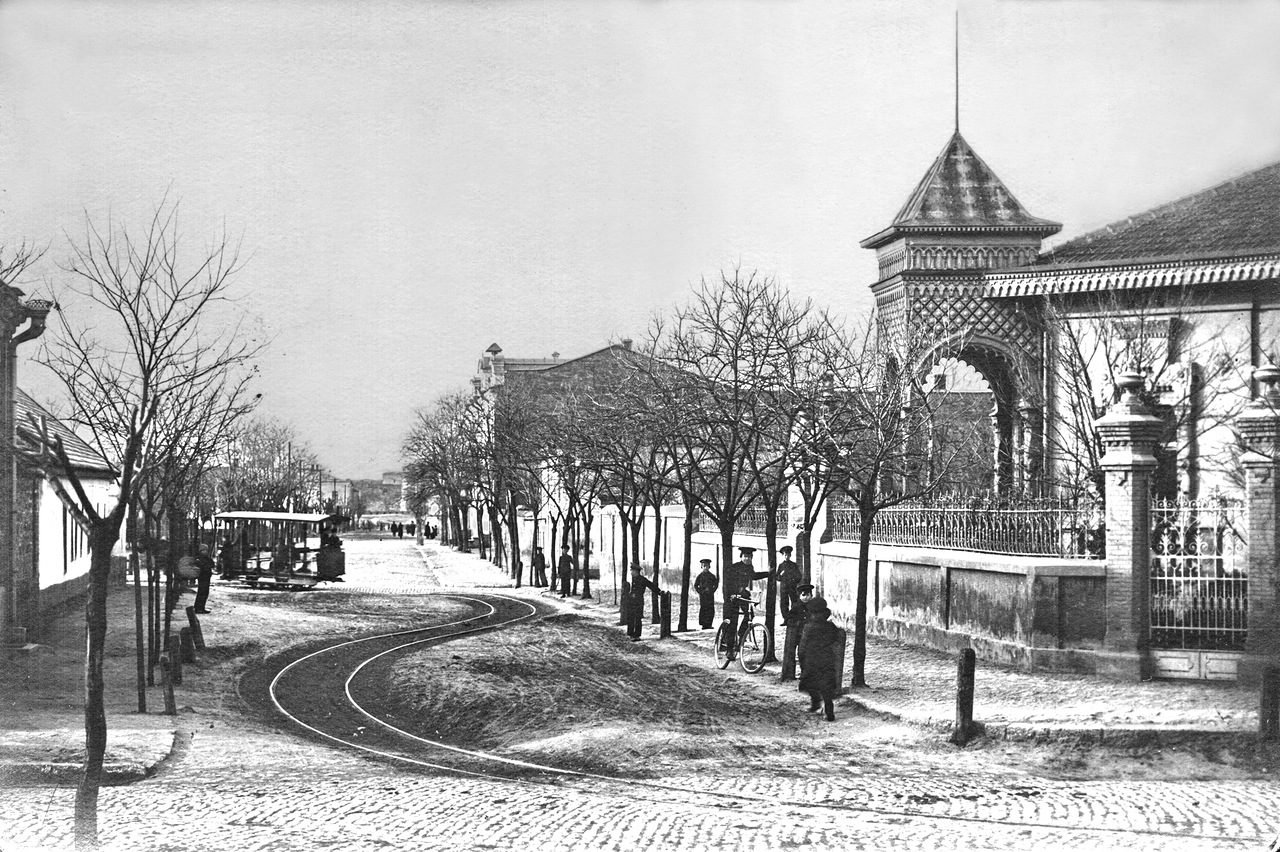
Strada Arhiereiskaia (episcopală), 1915.
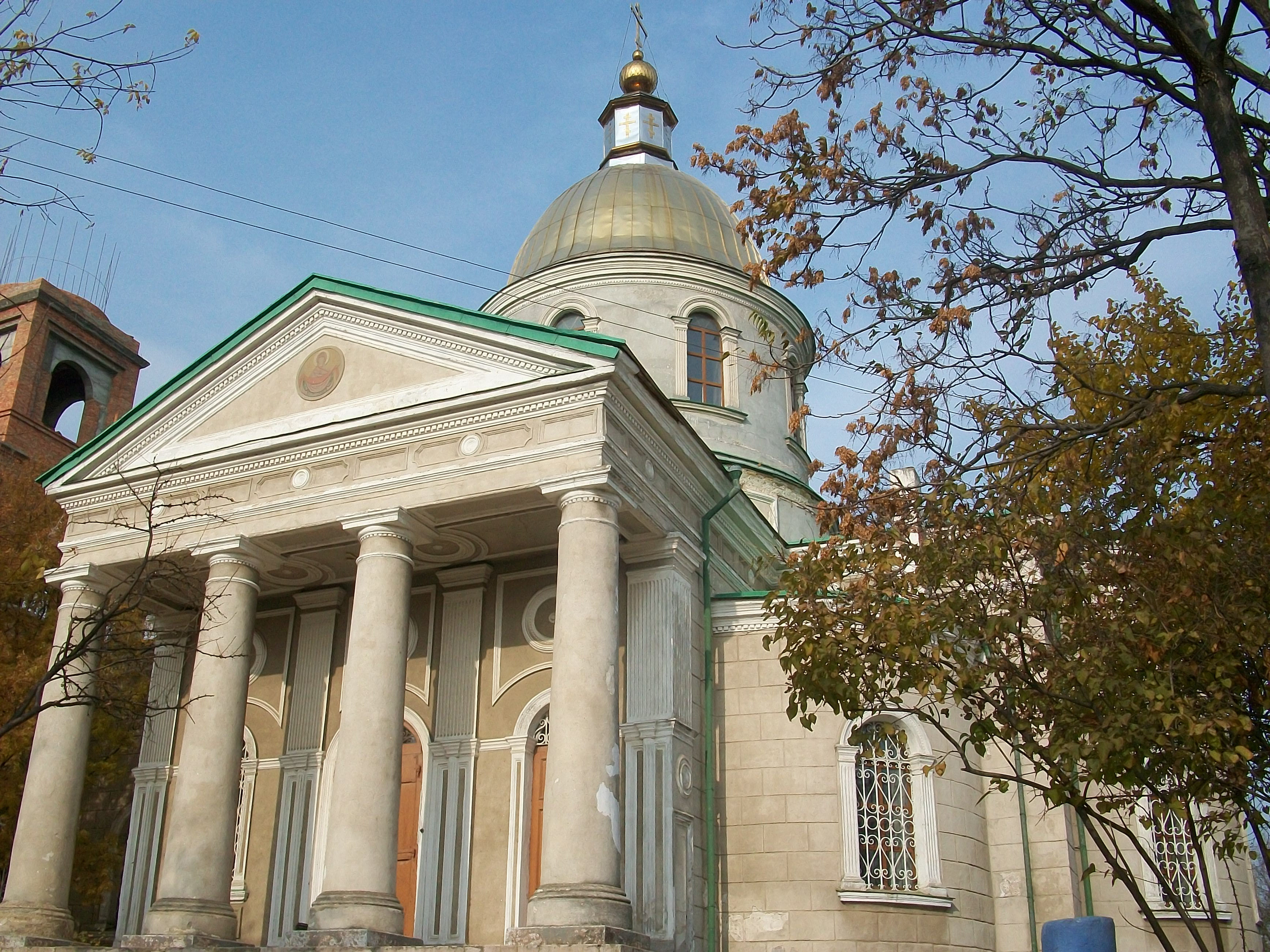
Catedrala Sfintei Înălțări
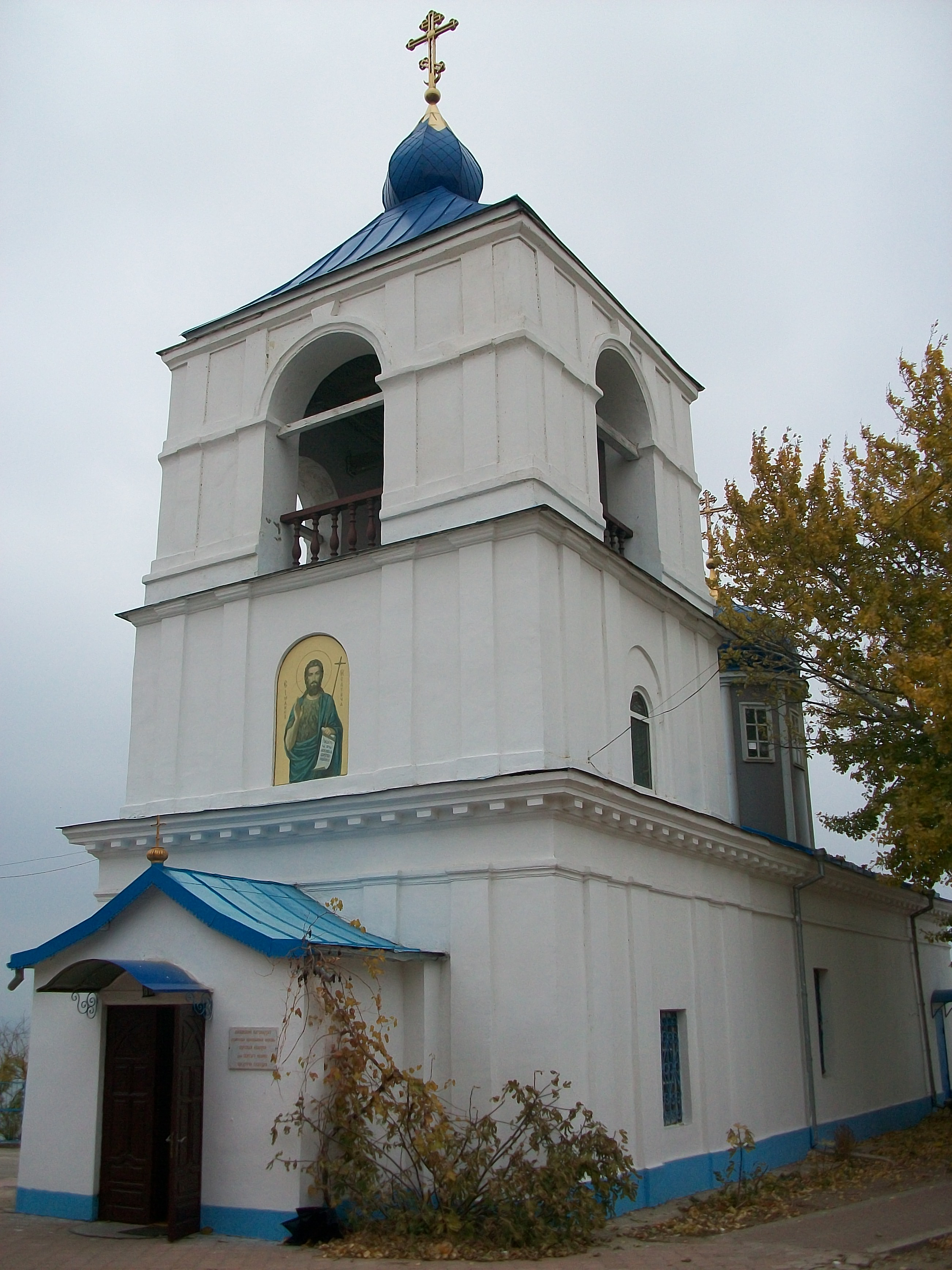
Biserica Sf. Ioan, în prezent.
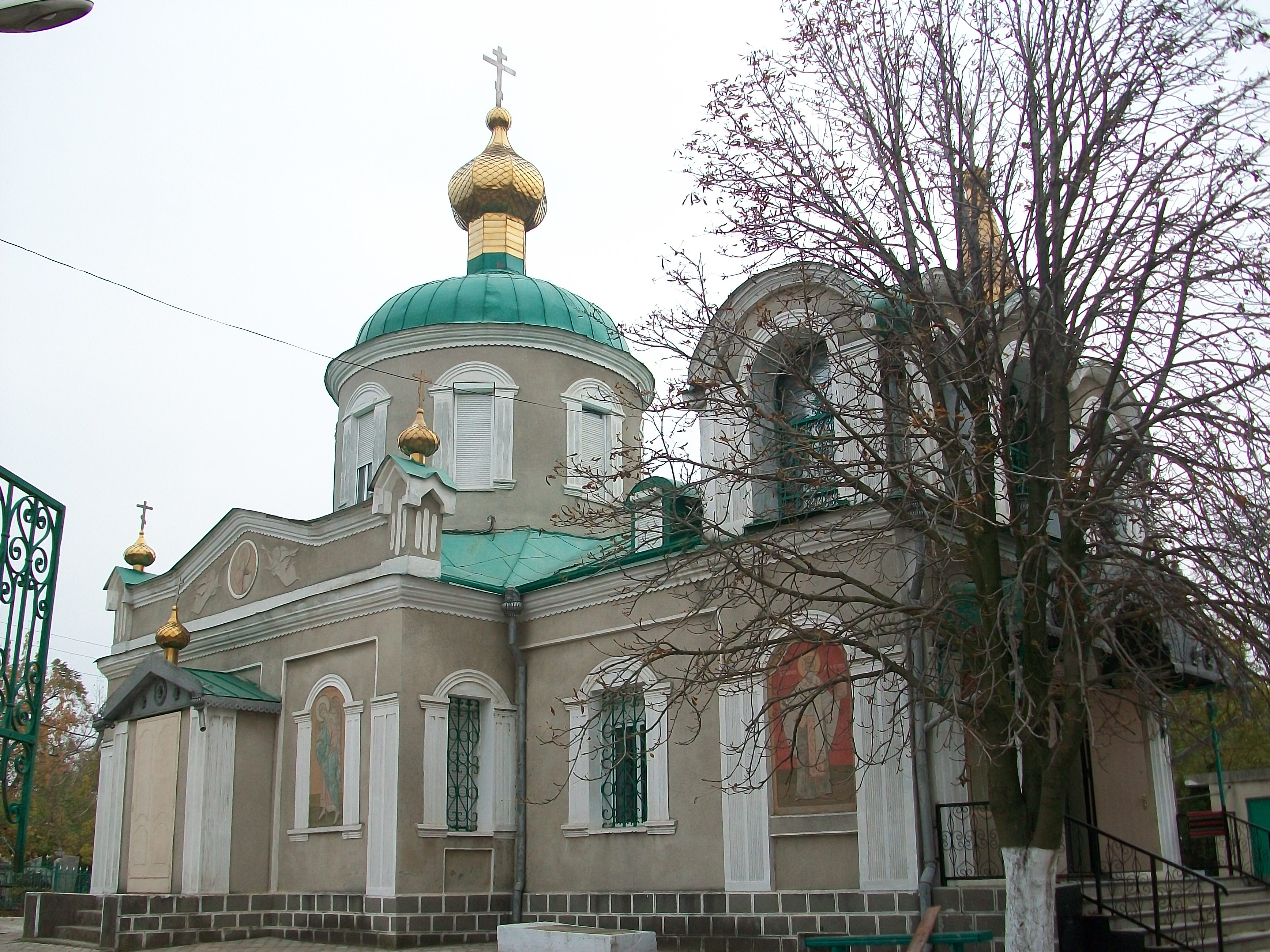
Biserica cimitirului.
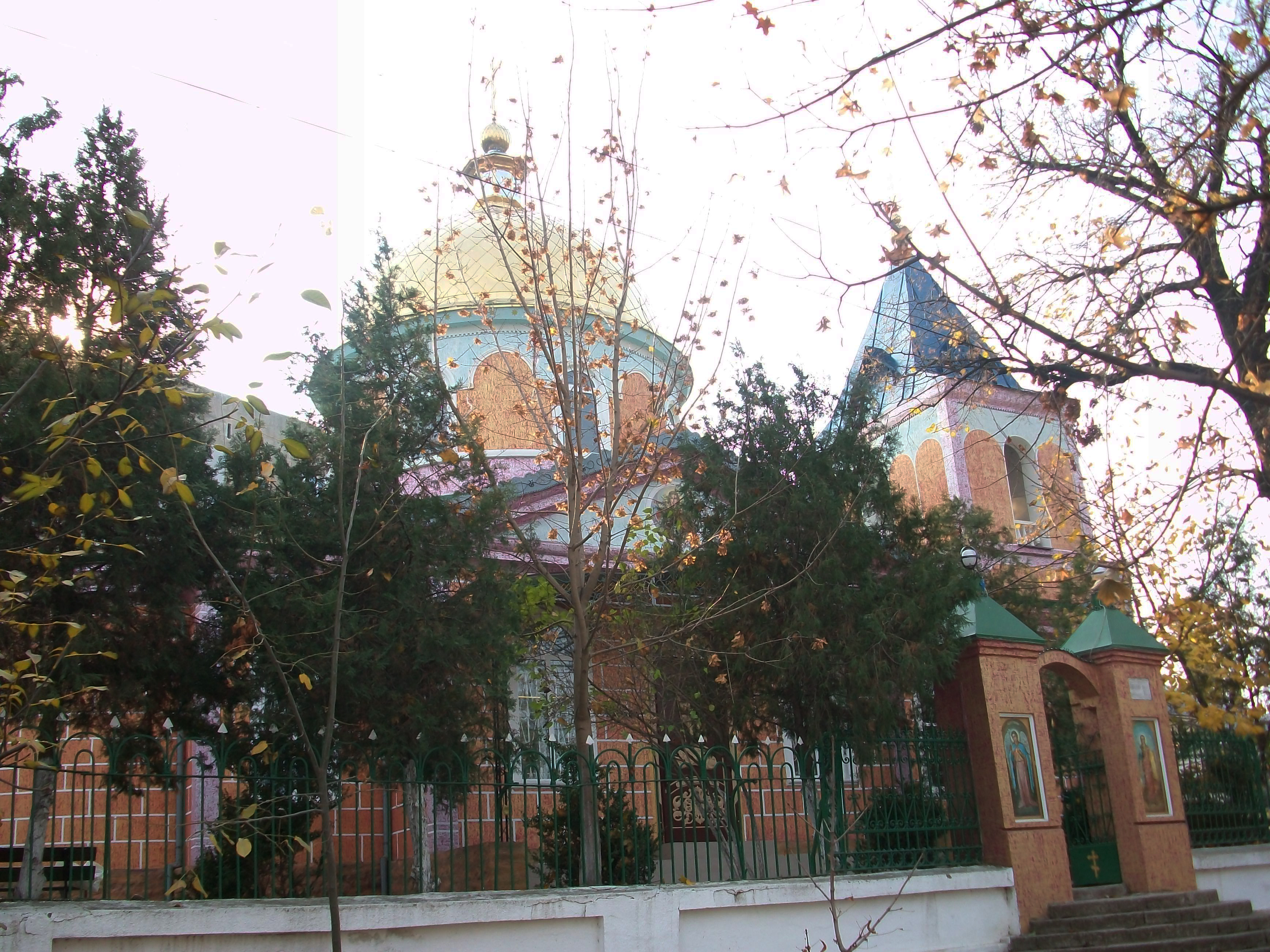
Biserica Sf. Gheorghe Mântuitorul.
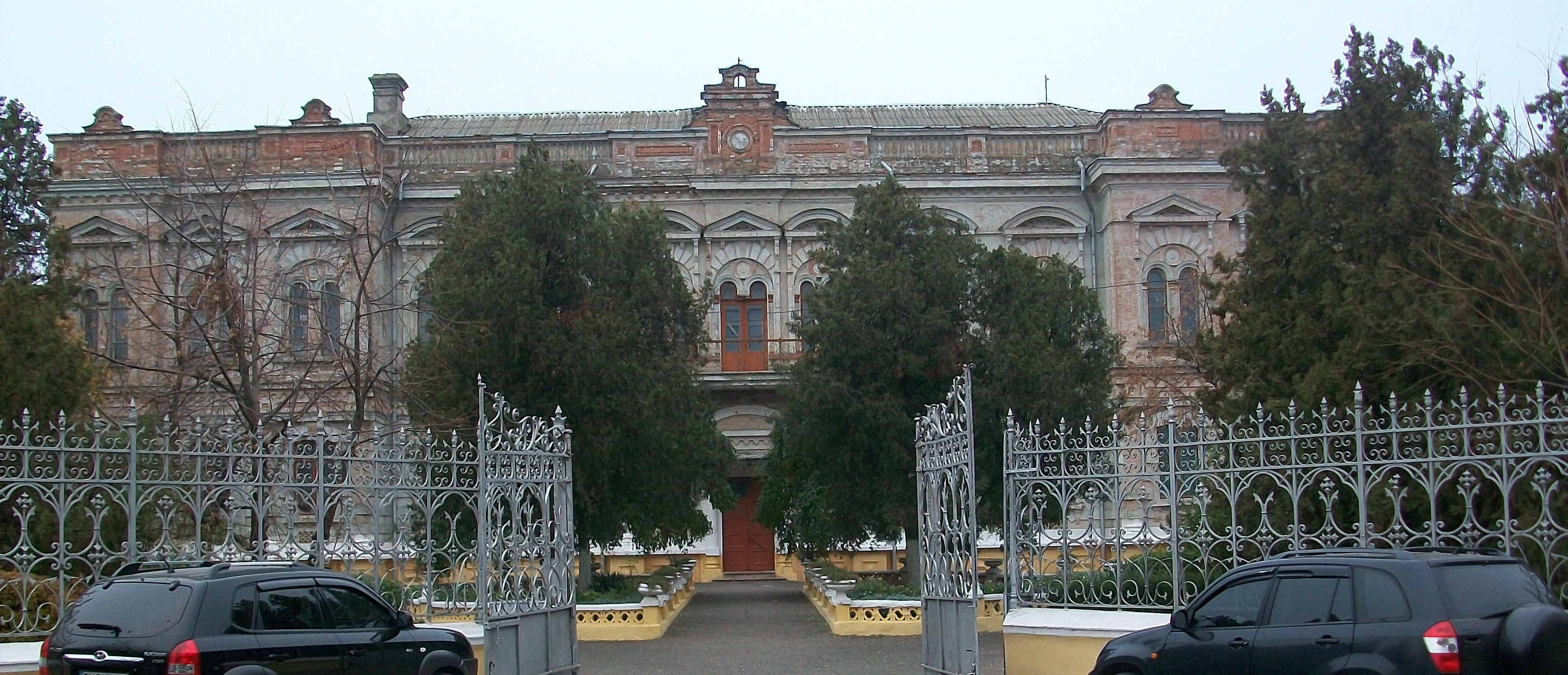
Institutul tehnic (fosta zemstvă țaristă).
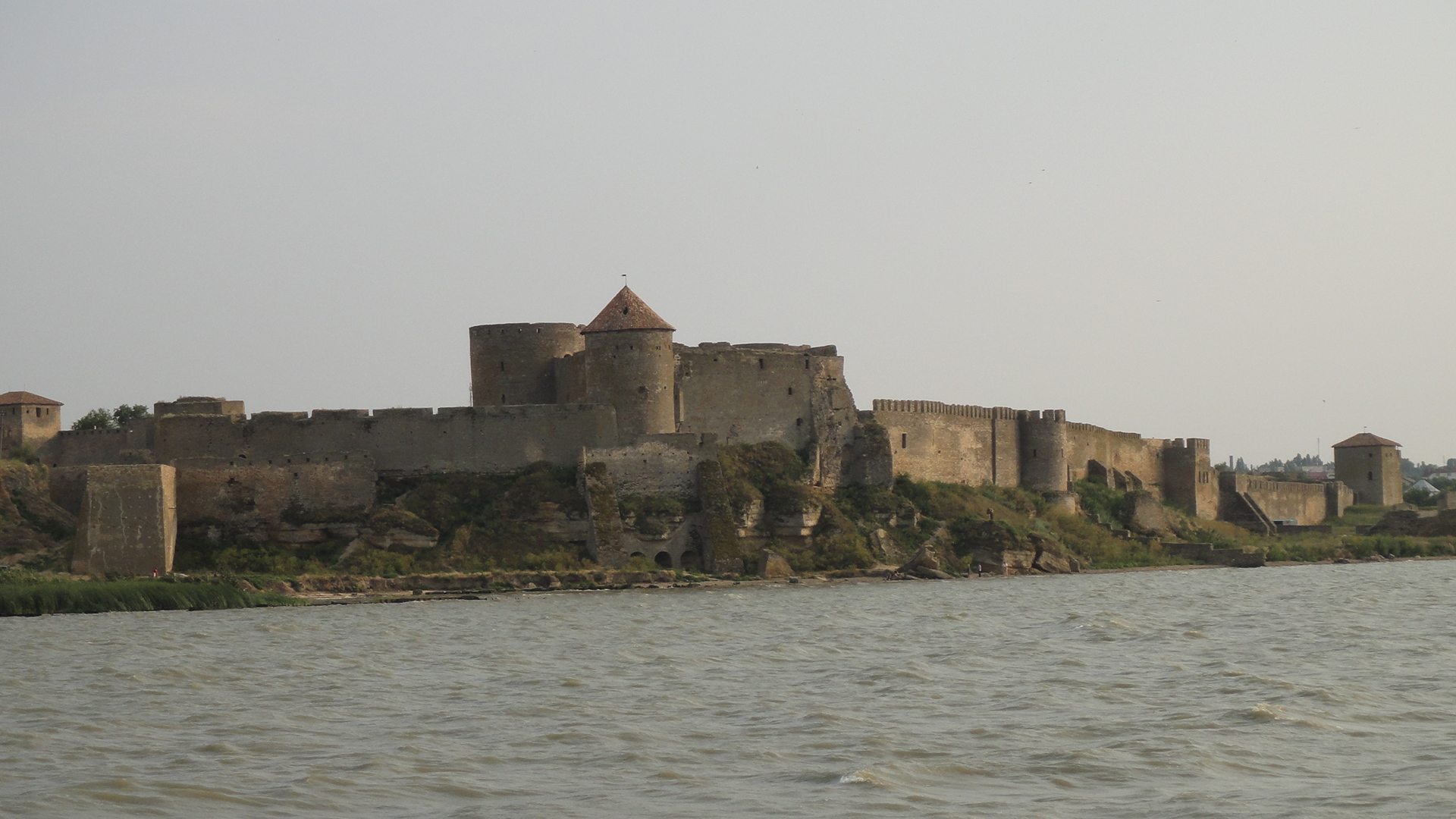
Cetatea dinspre liman.
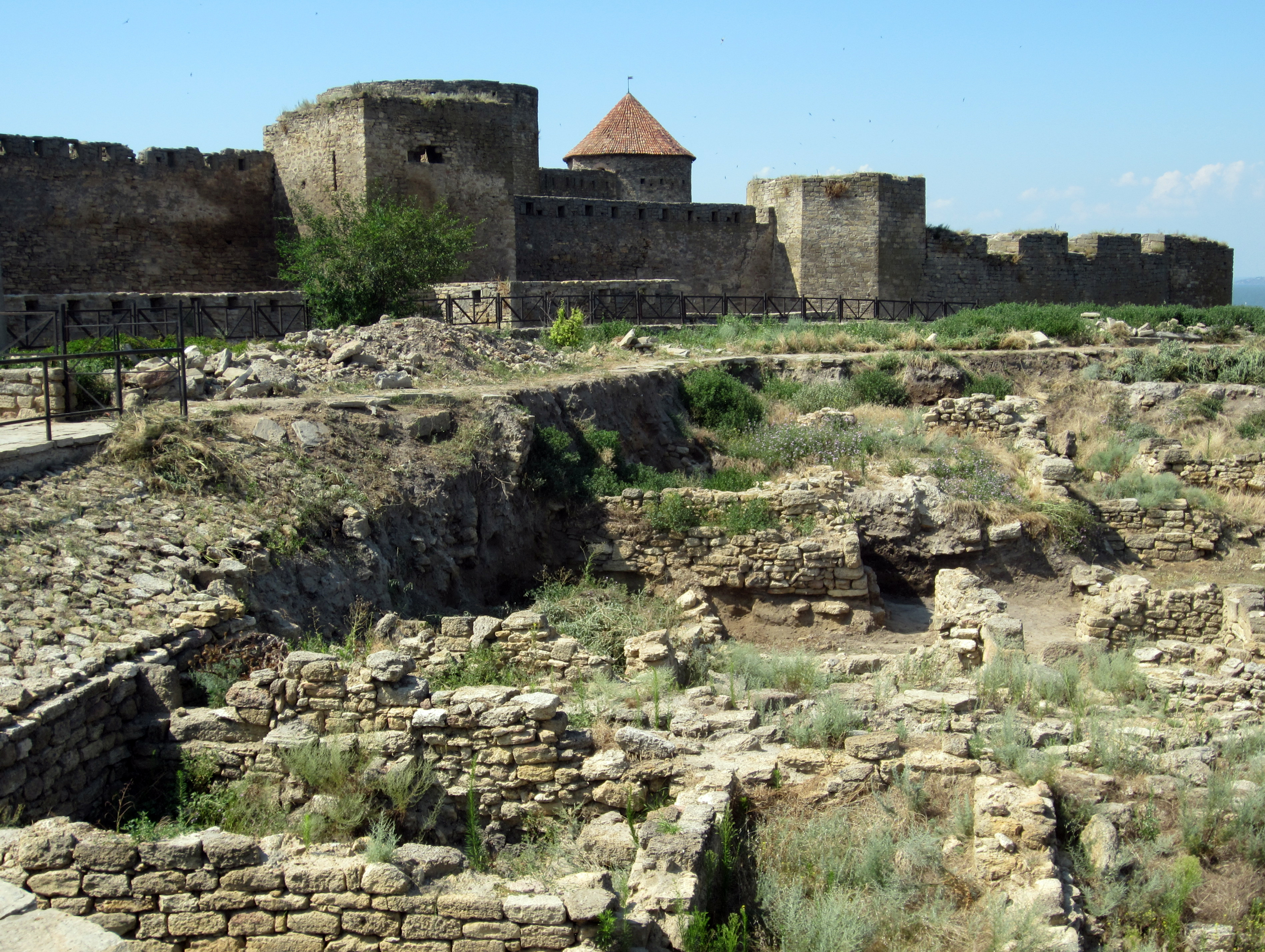
În fața cetății medievale, ruinele cetății antice Tyras.
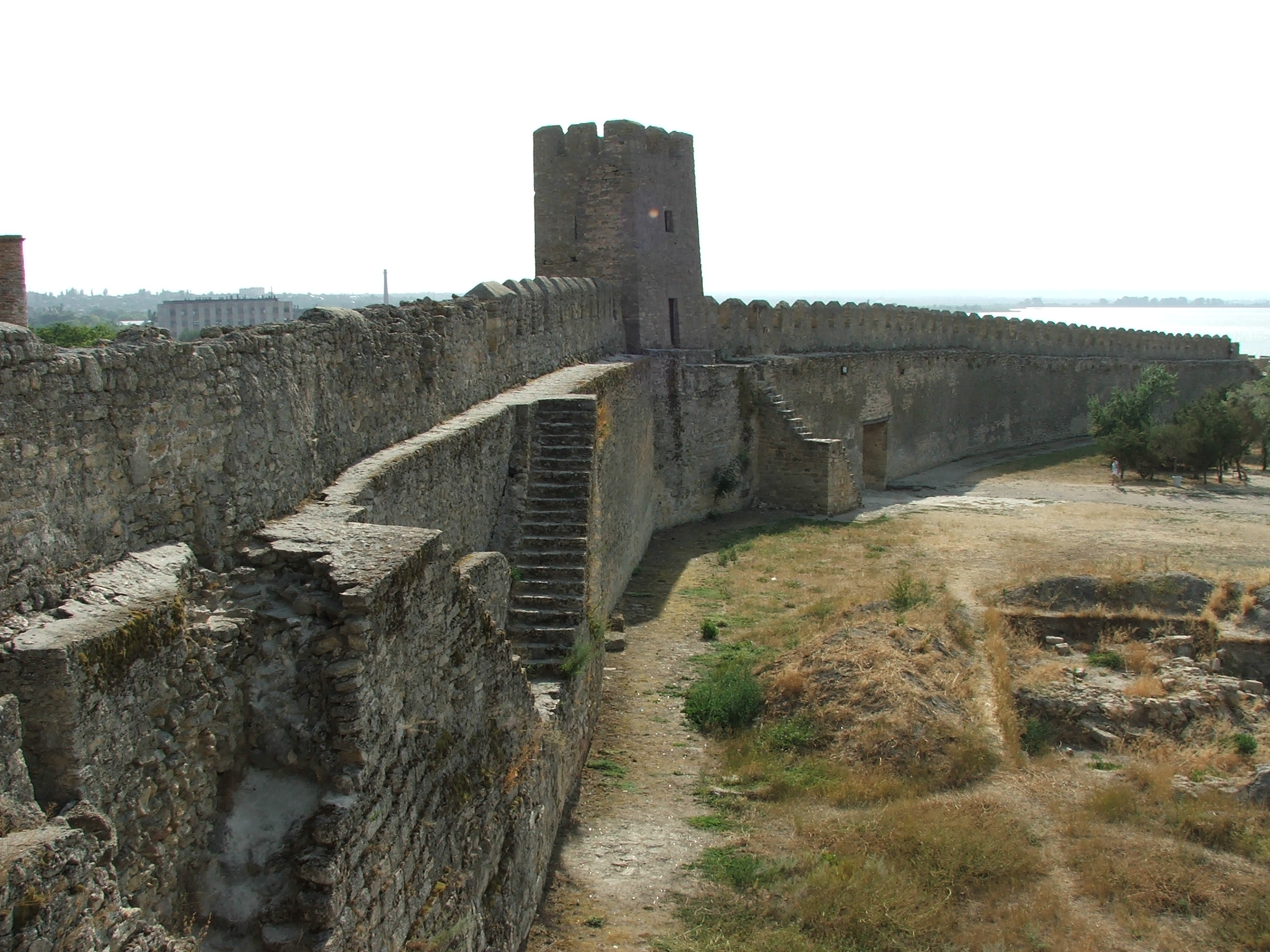
Zidurile fortăreții
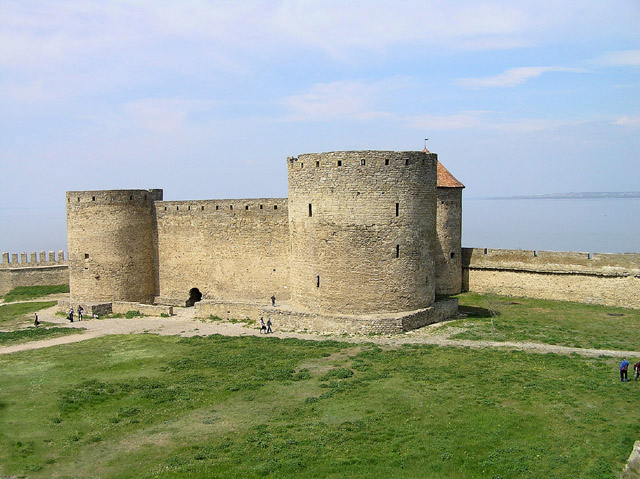
Bastionul central.
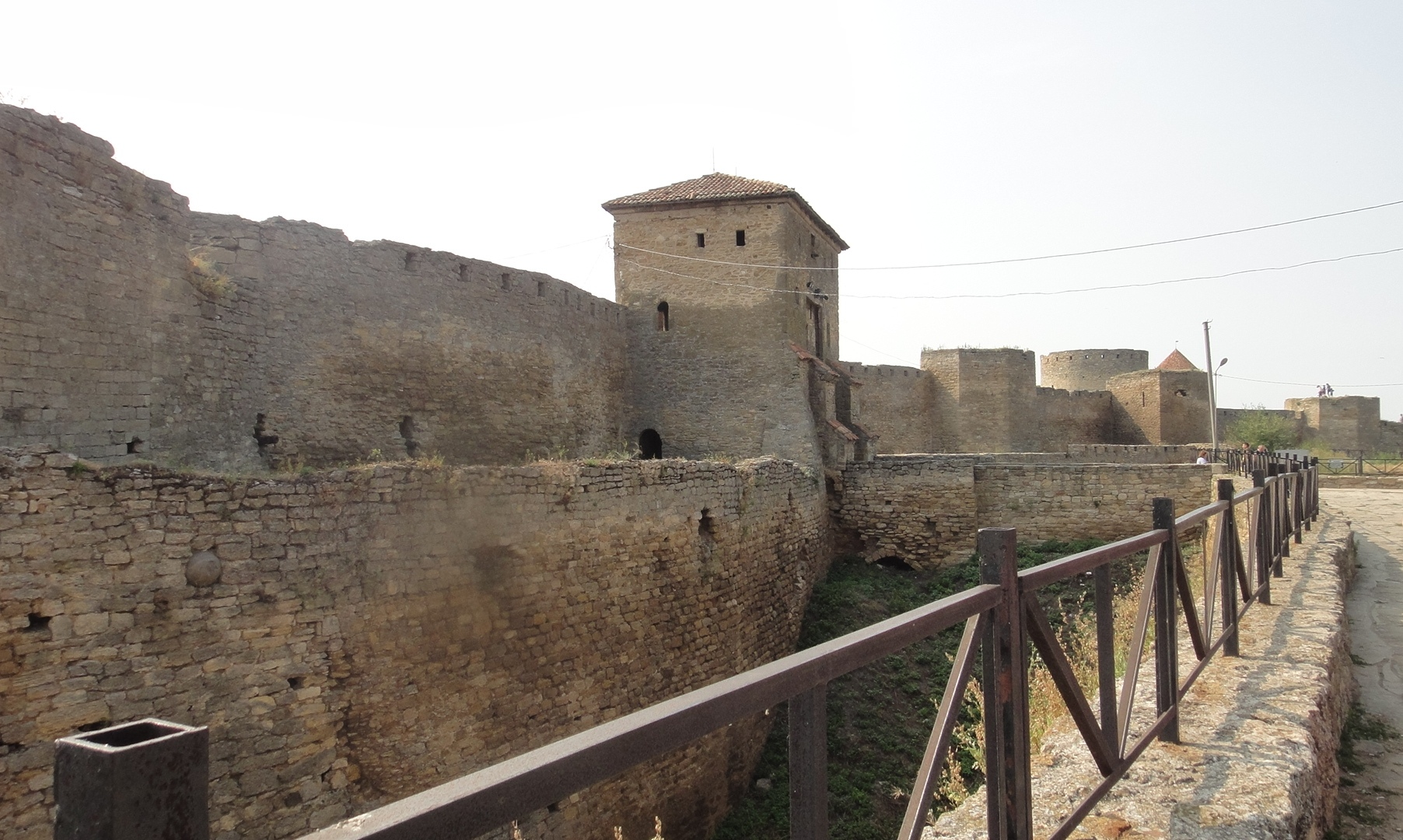
Un zid al cetății.

### Arhitectura românească în Cetatea Albă
În perioadele 1918–1940 și 1941–1944, când Cetatea Albă a făcut parte din România, în oraș au fost construite clădiri noi, în stil Art Deco, iar, de pe la mijlocul anilor 1920, în stil neoromânesc.

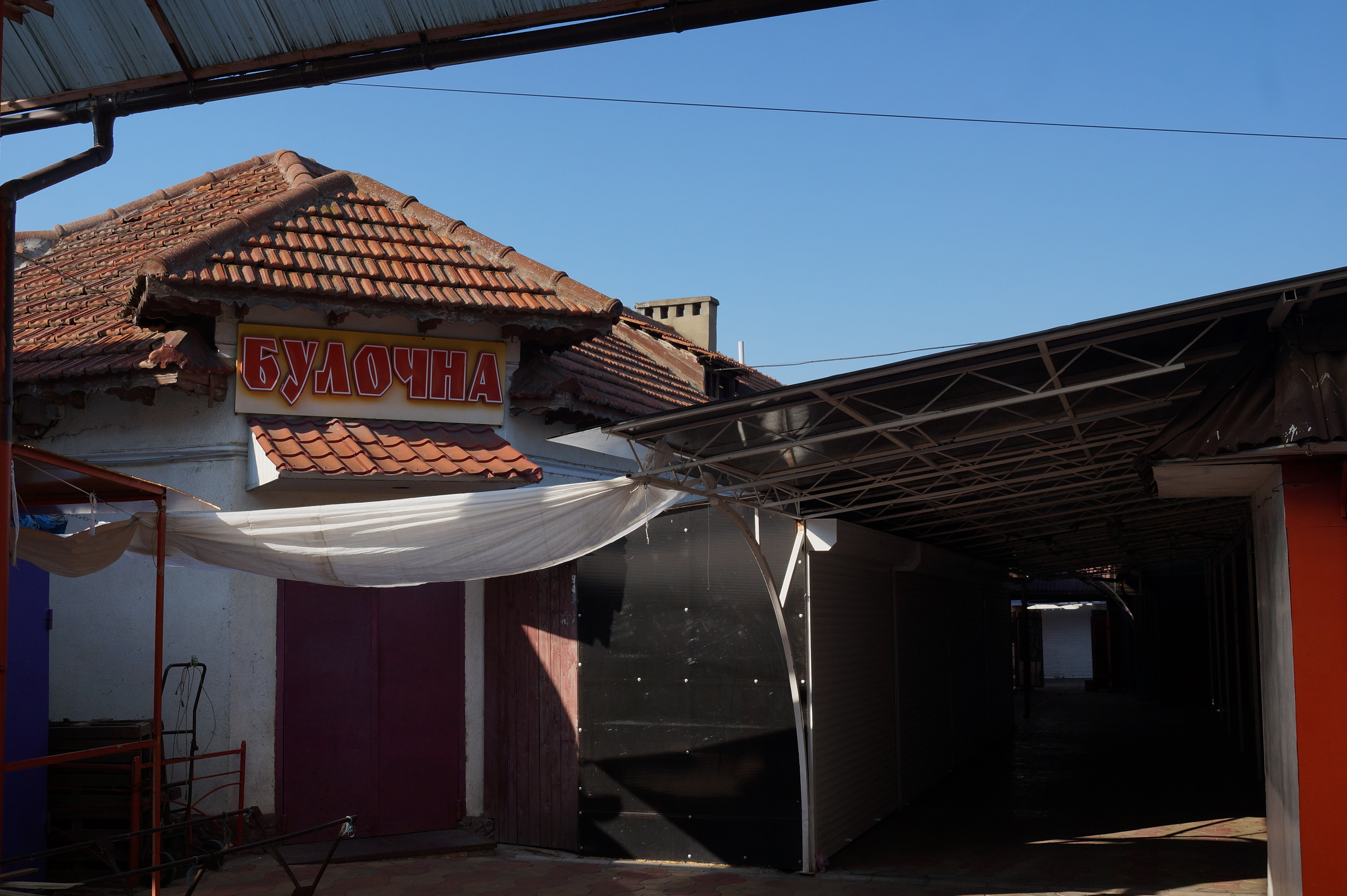
Străzi comerciale
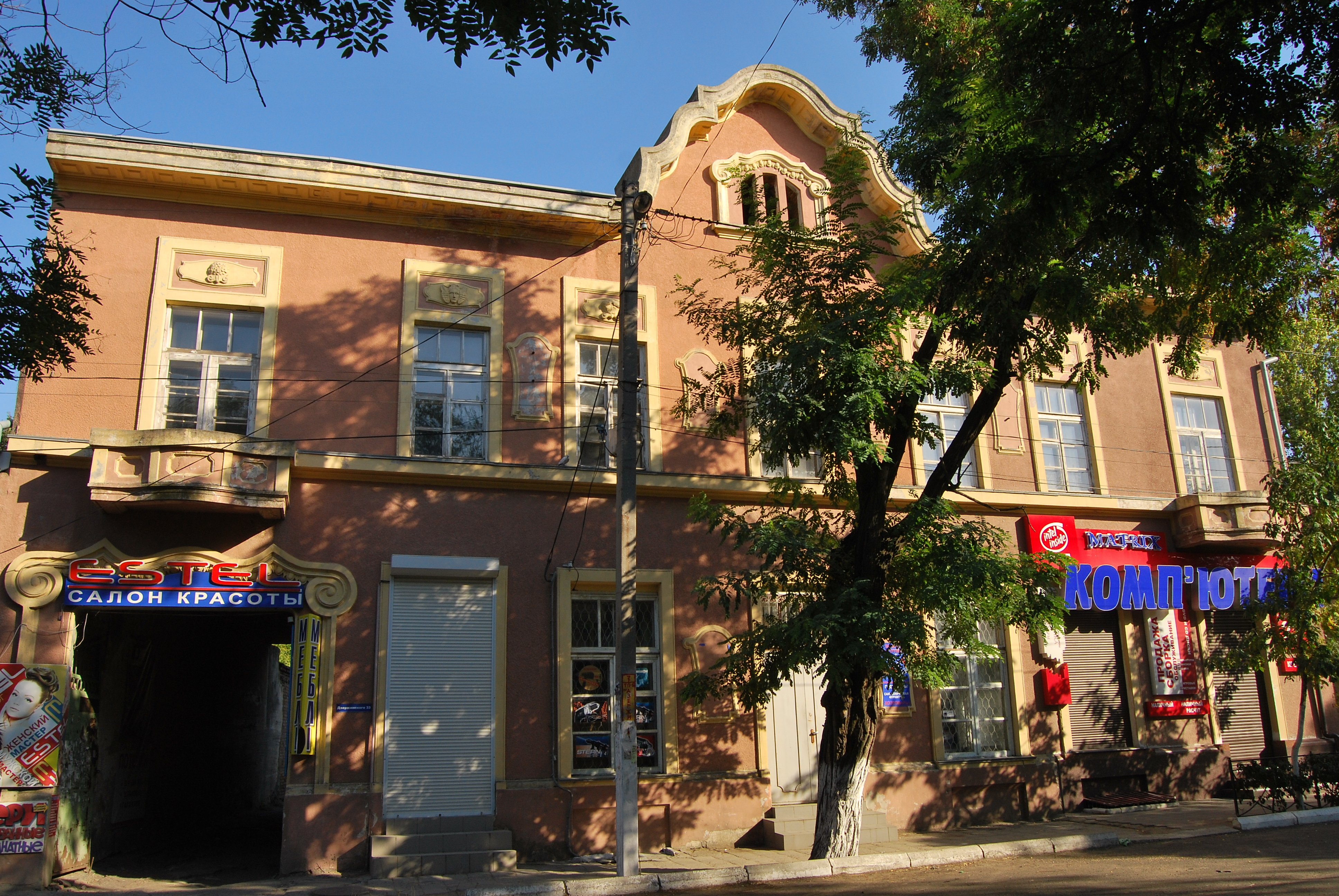
Casa de pe strada Mykolaivska, 33-35
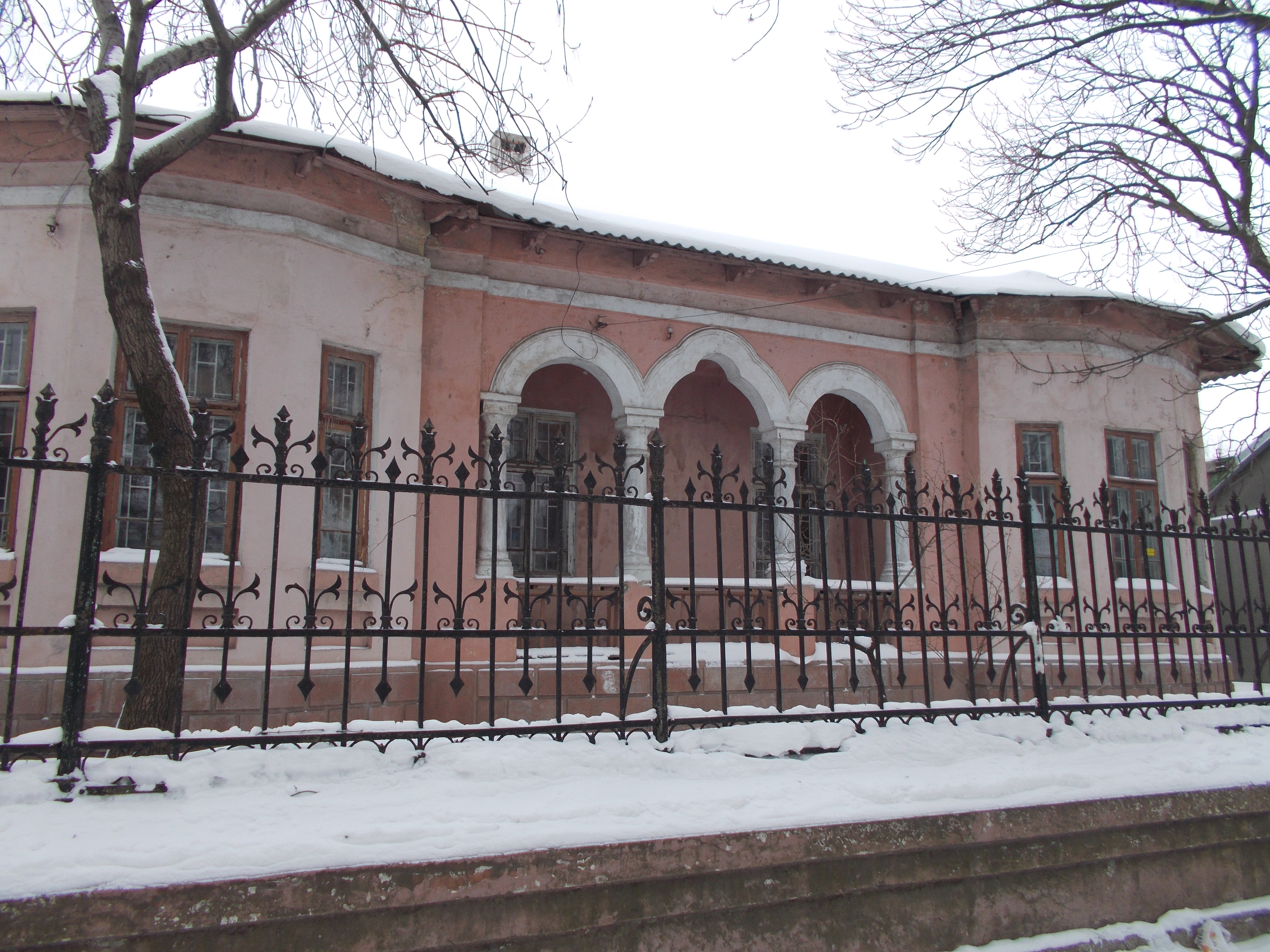
Conac pe strada Maiakovski
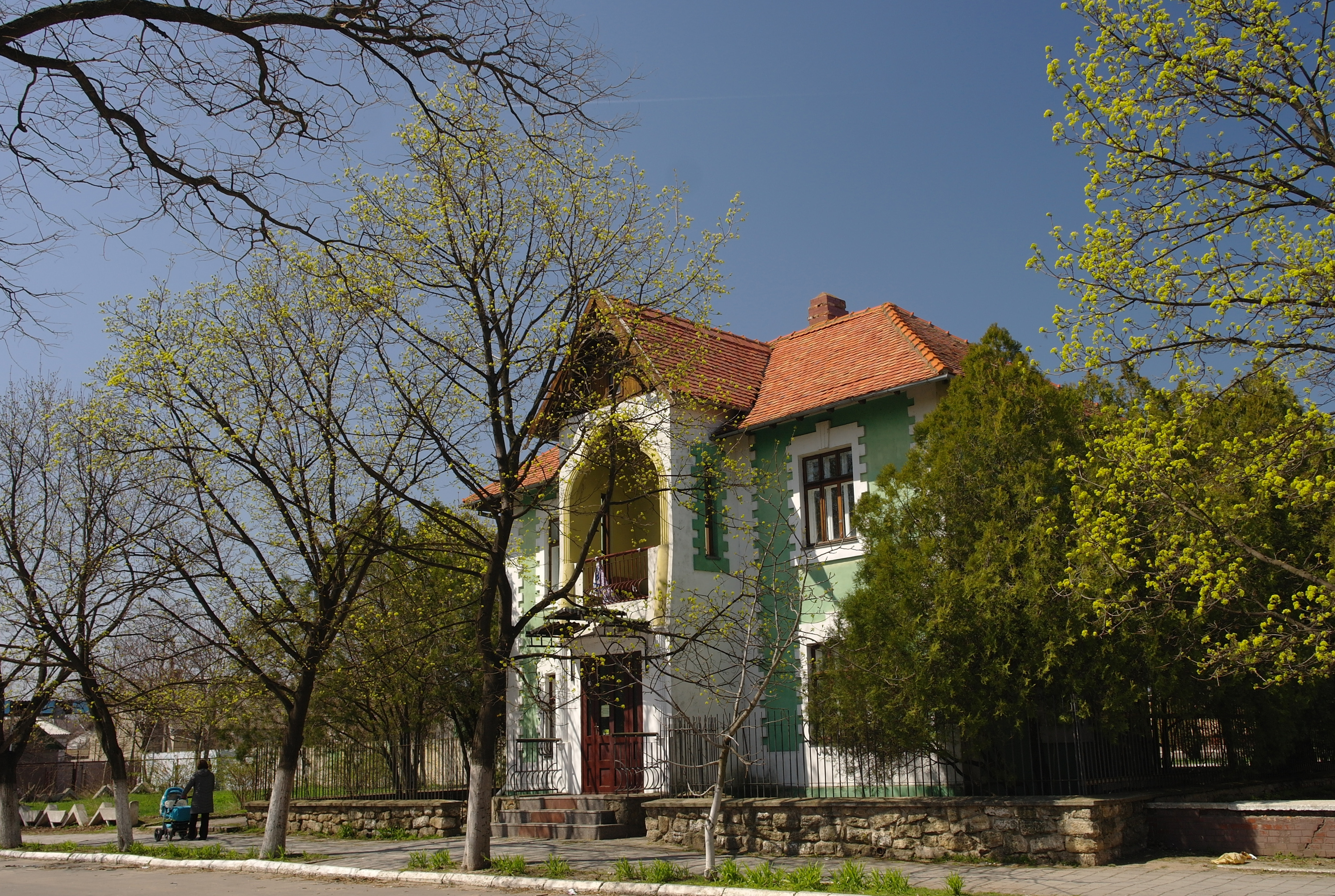
Conac de pe strada Mykhailivska, 1936
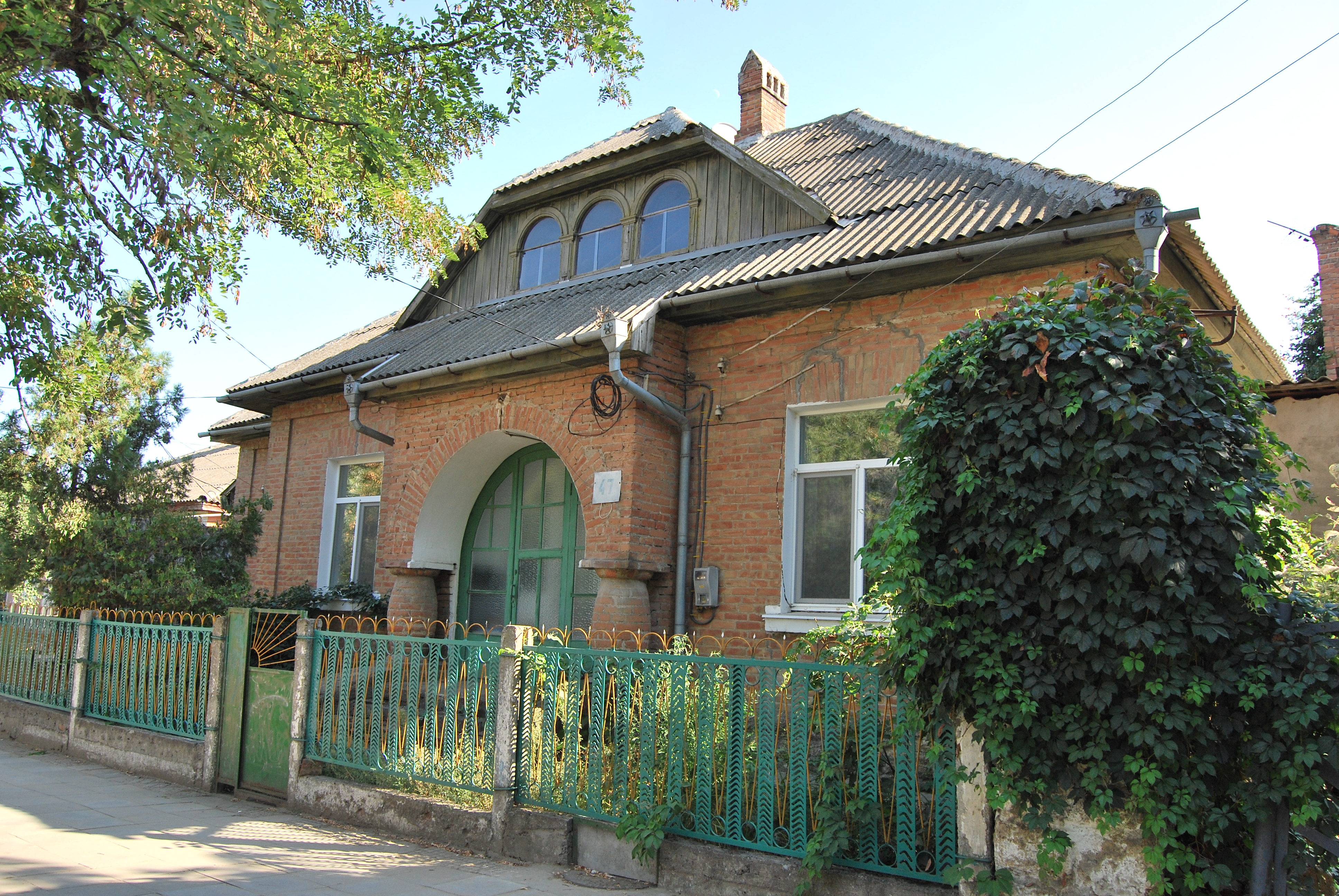
Casa pe strada Pershotravneva.
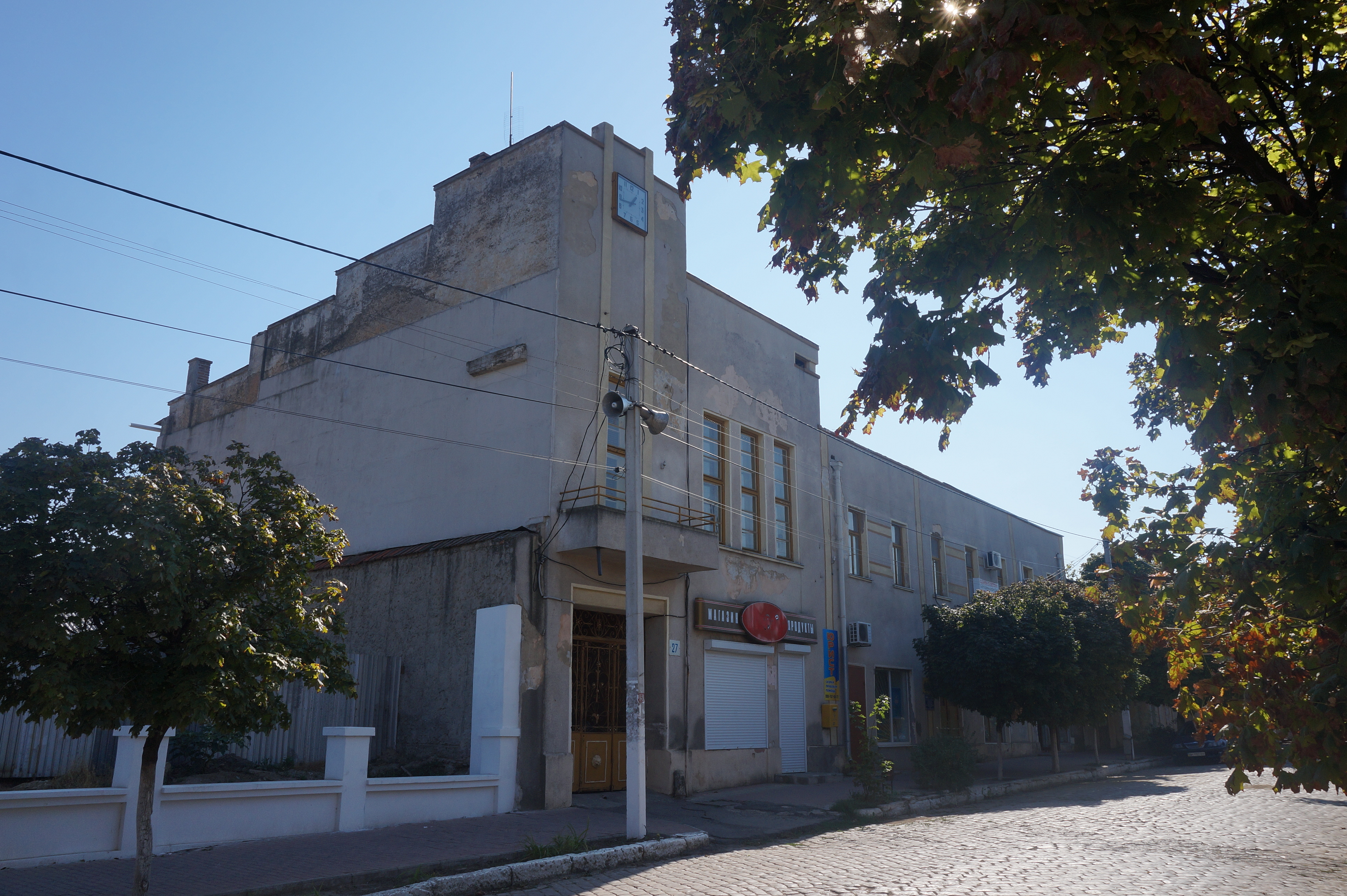
Conac